# ستيفن مارتن (لاعب هوكي الحقل)
ستيفن مارتن (بالإنجليزية: Stephen Martin)‏ هو لاعب هوكي الحقل بريطاني، ولد في 13 أبريل 1959 في Bangor, County Down ‏ في المملكة المتحدة.

## وصلات خارجية
- ستيفن مارتن على موقع أوليمبيديا (الإنجليزية)